# Walter Eich
Walter Eich (ur. 27 maja 1925, zm. 1 czerwca 2018 w Bernie) – szwajcarski piłkarz grający na pozycji bramkarza. W swojej karierze rozegrał 5 meczów w reprezentacji Szwajcarii.

## Kariera klubowa
Swoją karierę piłkarską Eich rozpoczął w klubie Young Fellows. W sezonie 1945/1946 zadebiutował w barwach klubu w pierwszej lidze szwajcarskiej. W 1947 roku odszedł do BSC Young Boys. Wraz z Young Boys czterokrotnie był mistrzem kraju w sezonach 1956/1957, 1957/1958, 1958/1959 i 1959/1960. Zdobył też dwa Puchary Szwajcarii w sezonach 1952/1953 i 1957/1958. W 1960 roku zakończył karierę sportową.

## Kariera reprezentacyjna
W reprezentacji Szwajcarii Eich zadebiutował 16 maja 1951 roku w przegranym 2:3 towarzyskim meczu z Walią, rozegranym w Wrexham. W 1954 roku został powołany do kadry na mistrzostwa świata w Szwajcarii. Na nich był rezerwowym bramkarzem i nie wystąpił w żadnym spotkaniu. W kadrze narodowej od 1951 do 1954 roku rozegrał 5 meczów.